# Новий Подлесь
Новий Подлесь (пол. Nowy Podleś) — село в Польщі, у гміні Косьцежина Косьцерського повіту Поморського воєводства.
Населення — 112 осіб (2011).
У 1975-1998 роках село належало до Гданського воєводства.

## Демографія
Демографічна структура станом на 31 березня 2011 року:
|          | Загалом | Допрацездатний вік | Працездатний вік | Постпрацездатний вік |
| -------- | ------- | ------------------ | ---------------- | -------------------- |
| Чоловіки | 50      | 11                 | 33               | 6                    |
| Жінки    | 62      | 17                 | 38               | 7                    |
| Разом    | 112     | 28                 | 71               | 13                   |